# Шар-Планина (национальный парк, Северная Македония)
Национальный парк Шар-Планина (макед. Национален парк Шар Планина) — национальный парк Северной Македонии. Получил статус в 2021 году. Площадь 54 215 га (542,15 км²). Расположен в горах Шар-Планина у границы с Республикой Косово и граничит с национальным парком Шар-Планина в Косово. На юго-западе граничит с национальным парком Маврово. Национальный парк является частью трансграничной охраняемой территории общей площадью 244 617 га, в которую входит природный парк Кораб-Коритник в Албании. На территории национального парка находятся 30 сёл с общим населением чуть более 26 000 человек.
Закон об объявлении Шар-Планиды национальным парком был принят 30 июня 2021 года Собранием Северной Македонии, за закон проголосовали 66 из 120 депутатов. Шар-Планина стала четвёртым национальным парком страны.